# Sông Cà Tỏng
Sông Cà Tỏng là một con sông đổ ra Sông Kỳ Lộ. Sông có chiều dài 15 km và diện tích lưu vực là 86 km². Sông Cà Tỏng chảy qua các tỉnh Phú Yên, Gia Lai, Bình Định.